# Бертман Дмитро Олександрович
Дмитро Олександрович Бертман (рос. Дми́трий Алекса́ндрович Бе́ртман; нар. 31 жовтня 1967, Москва, СРСР) — радянський і російський театральний режисер, народний артист Російської Федерації (2005). Заслужений діяч мистецтв Росії. Художній керівник московського театру Гелікон-опера. Закінчив Російський інститут театрального мистецтва.